# Carcassonne
Carcassonne (okcitansko Carcassona) je mesto in občina v južni francoski regiji Oksitanija, prefektura departmaja Aude. Njegova srednjeveška utrdba je bila leta 1997 dodana na UNESCOv seznam svetovne dediščine. Mimo Carcassonna je speljan vodni kanal Canal du Midi, ki je povezal reko Garono s Sredozemskim morjem. Kanal je bil v letu 1996 tudi dodan na seznam UNESCOve svetovne dediščine. Leta 2017 je mesto imelo 46.031 prebivalcev.

## Zgodovina
Mesto je bilo že naseljeno v neolitiku in uporabljalo predmete, vključno z nefritno sekiro, ki jo je v 19. stoletju našel mineralog Alexis Damour, in jo hranijo v muzeju v Toulousu.
Lokacijo zelo aktivnega protohistoričnega najdišča v bližini reke Atax (Aude), je Plinij starejšiopisal kot Carcasum:
»: ... V notranjosti kolonije: Arles šeste legije, Béziers sedme, Orange druge; na ozemlju mesta Cavares, Valence, Allobroges Vienne; latinska mesta: Aix des Salluviens, Avignon des Cavares, Apta Julia des Vulgientes, Aloqueré des Reies Apollinaires, Alba des Helves, Augusta des Tricastins, Anatilia, Aeria, Bormanni, Comacina, Cabellio, Carcasum des Volces Tectosages, Cessero, Carpemineracte des Ies Caenicendes, Cambolectres z vzdevkom Atlantiques, Forum Voconii, Glanum Livii23.«
Prvotna lokacija Carcassonna je bila na planoti, kjer poteka sedanja avtocesta A61. Nato se je v 6. stoletju brez znanega razloga preselil na trenutno lokacijo mesta. Konec 2. stoletja pr. n. št. je oppidum plemena Volques Tectosages zaščiten z jarki. Leta 118 pr. n. št. so ga zasegli Rimljani in znatno spremenili njegove utrdbe in na koncu naredili kolonijo Julia Carsaco, poznejši Carcasum. 
Glavni del spodnjih dela severnega obzidja izvira iz galsko-rimskega obdobja. 
Leta 462 so Rimljani uradno prepustili Septimanijo vizigotskemu kralju Teodoriku II., ki je imel Carcassonne od leta 453. Zgradil je več utrdb, ki so bile obmejne postojanke na severnih markah; njihovi ostanki še vedno stojijo. Misli se, da je Teodorik začel graditi predhodnico bazilike, ki je zdaj posvečena svetemu Nazairu. Leta 508 so Vizigoti uspešno zaustavili napade frankovskega kralja Klodvika I.. 
Generali omajadskega kalifata so leta 725 zavzel Carcassonne in poimenovali Qarqshuna. Kralj Pipin Mali (Pépin le Bref) jih je pregnal leta 759–60; čeprav je zavzel večji del južne Francije, ni mogel prodreti do trdnjave Carcassonne.
Po razpadu Karolinškega cesarstva se je z družino Trencavel na čelu mesta uveljavila fevdalna doba, ki je tam vladala od 11. do 13. stoletja. Carcassonne uspeva in postane pomembno strateško mesto v Languedocu.
Srednjeveški fevd, grofija Carcassonne, je nadzirala mesto in njegovo okolico. Pogosto je bila združena z grofijo Razès. Začetki Carcarssonneja kot grofije najbrž ležijo v lokalnih predstavnikih Vizigotov, toda prvi zapis, ki imenuje ime, je Bello iz časa Karla Velikega. Bello je ustanovil dinastijo Bellonidov, ki so tri stoletja vladala mnogim fevdom v Septimaniji in Kataloniji.
Leta 1067 je Carcassonne postal last Rajmonda-Bernarda Trencavela, vikonta Albija in Nîmesa, s poroko z Ermengardo, sestro zadnjega grofa Carcarssonne. V naslednjih stoletjih se je družina Trencavel zaporedno pridružila bodisi grofom Barcelone bodisi Toulousa. Zgradili so Château Comtal in baziliko svetih Nazarija in Celsa. Leta 1096 je papež Urban II. blagoslovil temeljni kamen nove stolnice.
Carcassonne je postal znan po svoji vlogi v albižanski križarski vojni, ko je bilo mesto trdnjava oksitanskih katarov. Avgusta 1209 je križarska vojska papeškega legata opata Arnauda Amalrica prisilila državljane k predaji. Vikonta Rajmonda-Rogerja de Trencavela so zaprli med pogajanji o predaji mesta, umrl je v skrivnostnih okoliščinah tri mesece pozneje v ječi. Prebivalci Carcassonna so smeli oditi - v resnici so jih izgnali iz mesta s samo majico na sebi. Za novega vikonta je bil imenovan Simon De Montfort.
Leta 1240 je Trencavelov sin poskusil znova osvojiti staro posest, vendar zaman. Mesto se je leta 1247 podvrglo kraljevini Franciji. Carcassonne je postala mejna trdnjava med Francijo in Aragonsko krono po pogodbi iz Corbeila (1258). Kralj Ludvik IX. Francoski je ustanovil nov del mesta na nasprotni strani reke. On in naslednik Filip III. sta zgradila zunanje obzidje. Sodobno mnenje je trdnjavo še vedno štelo za neosvojljivo. Med stoletno vojno jo Edwardu Črnemu princu leta 1355 ni uspelo zavzeti, čeprav so njegove čete uničile Spodnje mesto .
Leta 1531 se je pojavil protestantizem, a so bili kalvinisti izgnani iz spodnjega mesta, ki je postajalo vse močnejše. To je baza za katoličane, ki so se borili proti protestantskim vasicam v regiji: Limoux, Bram ... Poleg tega se med mestom in spodnjim mestom pojavljajo rivalstva, ki v spodnjem mestu povzročajo uničenje. V začetku 1560-ih so bili mestni protestanti masakrirani.
Karel IX. se je na kraljevi turneji po Franciji (1564–1566) sprehodil skozi mesto v spremstvu dvora, njegovega brata vojvode Anžu, Henrika Navarrskega, kardinala Bourbona in Lorraine.
Leta 1659 je Pirenejska pogodba mejno provinco Roussillon prenesla v Francijo in vojaški pomen Carcassonna je bil zmanjšan. Njegove utrdbe so bile opuščene in mesto je postalo v glavnem gospodarsko središče, ki se je osredotočilo na volneno tekstilno industrijo, za katero je vir iz leta 1723, ki ga je navedel Fernand Braudel, ugotovil, da je »proizvodno središče Languedoca« .
Tako je ostalo, dokler se konec 18. stoletja osmanski trg ni zrušil, nato se je vrnil v podeželsko mesto. 
V času francoske revolucije je bilo mesto malo angažirano. 29. januarja 1790 je bil ustanovljen departma Aude in Carcassonne je postal njegovo glavno mesto. Postal je tudi glavno mesto okrožja.
Med letoma 1795 in 1800 Carcassonne absorbira Carcassonne-Cité.
V 19. stoletju se je zgodila sprememba miselnosti in napovedalo se je zavedanje zgodovinskih spomenikov. Francosko dediščino želijo obnoviti in izboljšati. Mesto, popolnoma uničeno in opustošeno, dobiva podporo. Prva obnovitvena dela se nanašajo na baziliko Saint-Nazaire. Pol stoletja je nato trajalo, da se veličina 13. stoletja povrne v največji utrdbeni kompleks zahodnega srednjega veka. Arhitekt Viollet-le-Duc, specialist restavratorstva v Franciji, je uspešno izvedel ta projekt, včasih je sprožil nekaj polemike glede izbire obnov in njegovih precej osebnih pobud. Dejstvo je, da je mesto Carcassonne na splošno zelo dobro obnovljeno, restavriranje pa zajema le 15 % stavb (obzidja, strehe).
Leta 1944 so mesto Carcassonne zasedle nemške čete, ki so Chateau Comtal uporabljale kot skladišče  streliva in eksploziva. Prebivalci so bili izgnani iz mesta. Joë Bousquet, poveljnik častne legije, je bil ogorčen nad to zasedbo in zahteval, v pismu prefektu da osvobodi mesto, ki ga vse države obravnavajo kot umetniško delo, ki ga je treba spoštovati in ga pustiti prostega.
Leta 1997 je mesto Carcassonne doseglo posvetitev s tem, da ga je Unesco uvrstil na seznam svetovne dediščine človeštva, spodnje mesto Carcassonne, "la Bastide Saint-Louis", pa je bilo uvrščeno kot zaščiten sektor.

## Zgodovinski pomen
Carcassonne je bil prva trdnjava, ki je v času obleganja uporabljala pokrite hodnike (hurda) na zunanji strani obzidja. Začasni leseni hodniki so bili pritrjene na zgornje zidove trdnjave skozi kvadratne luknje pod samo ploščadjo, da bi nudile zaščito branilcem na obzidju in jim omogočili, da bi šli zunaj obzidja in spustili izstrelke na napadalce ob zidu pod njimi.

## Geografija
Kraj je razdeljen na dva dela: na utrjeno staro mesto ville haute oziroma Cité, ki se dviga nad reko Aude in novejši spodnji kraj ville basse, ki je zgrajen na nasprotnem bregu. Leži na križišču starodavnih poti med Atlantskim oceanom in Sredozemskim morjem ter med Centralnim masivom in Pireneji.
Površina mesta je približno 65 km², kar je znatno več od številnih majhnih mest v departmaju Aude. Skozi mesto tečejo reke Aude, Fresquel in Canal du Midi.
Carcassonne ima vlažno subtropsko podnebje (Köppnova klimatska razvrstitev: Cfa), vendar z opaznim vročim poletnim mediteranskim podnebnim vplivom (Köppnova klimatska razvrstitev: Csa). Podnebje je bolj značilno za južno Francijo, z zmerno vlažnimi in blagimi zimami skupaj s poletjem, v povprečju nad 28 ° C podnevi z malo padavin.

## Administracija
V skladu s spremembo upravne delitve Francije iz marca 2015 ima Carcassonne 3 kantone:
- Carcassonne 1 (del Carcassonna),
- Carcassonne 2 (del Carcassonna in občine:Cavanac, Cazilhac, Couffoulens, Leuc, Mas-des-Cours, Palaja, Verzeille, Villefloure),
- Carcassonne 3 (del Carcassonna in občine: Alairac, Lavalette, Montclar, Preixan, Rouffiac-d'Aude, Roullens)

Okrožje Carcassonne je okrožje Francije v departmaju Aude v regiji Oksitanija. Njegova koda INSEE je 111, glavno mesto pa je Carcassonne. Ima 186 občin in 159.539 (2016) prebivalcev, njegova površina je 2309,7 km².
Je najsevernejše okrožje departmaja. Glavna mesta v okrožju so Carcassonne (47.068 prebivalcev leta 2012), Castelnaudary (11.748 prebivalcev) in Trèbes (5280 prebivalcev).

## Znamenitosti

### Utrjeno mesto
Utrjeno mesto (La Cité de Carcassonne)  je v bistvu sestavljeno iz koncentrične zasnove dveh zunanjih obzidij s 53 stolpi in barbakani, da se prepreči napad oblegovalnih naprav. Sam grad ima svoj dvižni most in obrambni jarek, ki vodi do osrednjega  bivalno-obrambnega dela. Obzidje je  sestavljeno iz stolpov, zgrajenih v precej dolgem obdobju. En odsek je rimski in se bistveno razlikuje od srednjeveškega obzidja, s plastmi iz vidne rdeče opeke in strešnimi ploščicami iz terakote. V enem teh stolpov je imel v 13. stoletju sedež katoliška inkvizicija in je še danes znan kot Inkvizicijski stolp.
Carcassonne je bilo v času Napoleona in restavriranja demilitarizirano in utrjeno cité – mesto - Carcassonne pa je zapadlo v tak propad, da se je francoska vlada odločila, da ga je treba porušiti. V ta namen sprejet odlok, ki je bil uradno objavljen leta 1849, je povzročil vznemirjenje. Župan Carcassonna Jean-Pierre Cros-Mayrevieille ter pisatelj Prosper Mérimée, prvi inšpektor antičnih spomenikov, sta vodila akcijo za ohranitev trdnjave kot zgodovinskega spomenika. Kasneje je arhitekt Eugène Viollet-le-Duc, ki je že obnavljal baziliko Saint-Nazaire, zadolžen za prenovo kraja.
Leta 1853 so se začela dela na zahodni in jugozahodni steni, sledili so stolpi porte Narbonnaise in glavni vhod v cité. Utrdbe so se tu in tam utrdile, vendar je bila glavna pozornost namenjena obnovi strešne kritine stolpov in branikov, kjer je Viollet-le-Duc ukazal uničiti konstrukcije, ki so posegale v obzidje, nekatere pa so bile precej stare. Viollet-le-Duc je ob smrti leta 1879 pustil obilne zapiske in risbe, ko je njegov učenec Paul Boeswillwald in pozneje arhitekt Nodet nadaljeval sanacijo Carcassonna.
Obnova je bila v času Viollet-le-Duca ostro kritizirana. Svež od dela na severu Francije je naredil napako, ker je namesto terakota ploščic uporabil skrilavce. Za skrilaste strehe naj bi veljalo, da so bolj značilne za severno Francijo, prav tako dodatek zašiljenih streh. Na splošno pa je obveljalo, da je dosežek Viollet-le-Duc na Carcassonnu delo genija, čeprav ne najstrožje pristno.

### Drugo
Drugi most, Pont Marengo, prečka Canal du Midi in omogoča dostop do železniške postaje. Lac de la Cavayère je nastal kot rekreacijsko jezero in je od središča mesta oddaljen približno pet minut. Nadaljnje znamenitosti so:
- Bazilika svetih Nazarija in Celsa
- Carcassonnska stolnica
- Cerkev svetega Vincenca
- Pont Vieux,
- dvorec Comtal (12. stoletje),
- Canal du Midi (17. stoletje).

## Gospodarstvo
Novejši del mesta (Ville Basse) na drugi strani reke Aude (ki sega v srednji vek, po križarskih vojnah) izdeluje čevlje, gumo in tekstil. Je tudi središče večje vinorodne regije AOC. Velik del prihodkov pa prinaša turizem, povezan s utrdbami (Cité) in križarjenje z ladjami po Canal du Midi. Carcassonne je tudi sedež Akademije za upodabljajočo umetnost MKE. Carcassonne letno obišče približno tri milijone obiskovalcev.

## V popularni kulturi
- Kraj je središče dogajanja romana Labirint[8], po katerem je bila posneta tudi istoimenska mini TV serija[9]. Roman prepleta sedanjost in dogajanje okoli zadušitve katarskega gibanja leta 1209.
- Francoski pesnik Gustave Nadaud je Carcassonne proslavil kot mesto. Napisal je pesem o človeku, ki je sanjal, da bi ga videl, a ga pred smrtjo ni mogel videti. Njegova pesem je navdihnila številne druge in je bila večkrat prevedena. Georges Brassens je zapel glasbeno različico pesmi. Lord Dunsany je napisal kratko zgodbo "Carcassonne" (v A Dreamer's Tales) kot William Faulkner.
- Francija je 6. marca 2000 izdala žig v spomin na trdnjavo Carcassonne.[10]
- Serija družabnih iger Carcassonne je dobila ime po tem mestu in prikazuje arhitekturo regije.
- Deli filma iz leta 1991 Robin Hood: Princ tatov so bili posneti v Carcassonnu in okoli njega.
- Album Stephana Eicherja iz leta 1993 je bil imenovan Carcassonne.
- V oddaji  Sea Wall, v kateri igra Andrew Andrew Scott, se Carcassonne pogosto omenja kot lokacija.

## Pobratena mesta
Carcassonne je pobraten z:
- Eggenfelden, Nemčija
- Baeza, Španija
- Talin, Estonija